# Añafil

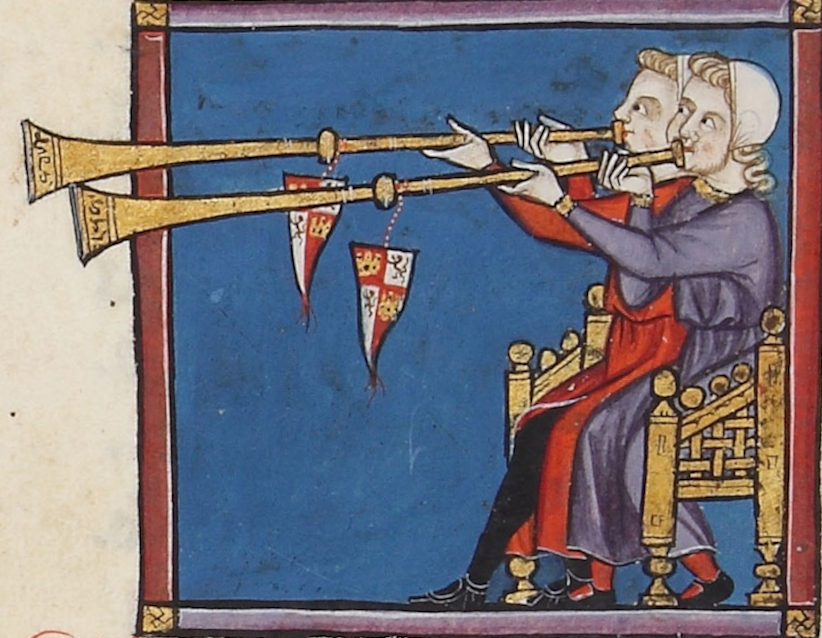
Miniatura con tañedores de añafiles de las Cantigas de Santa María (ca. 1250-1284) de Alfonso X el Sabio. Cantiga n.º 320.

El añafil (en árabe andalusí, annafír; en árabe clásico, nafīr) es un instrumento musical de viento de metal morisco, del tipo de trompeta derecha y alargada, parecida a la tuba romana, usado también en Castilla.
Se puede encontrar en la iconografía medieval representado en escenas de batallas, con estandartes incorporados que identifican su militancia.

## Descripción

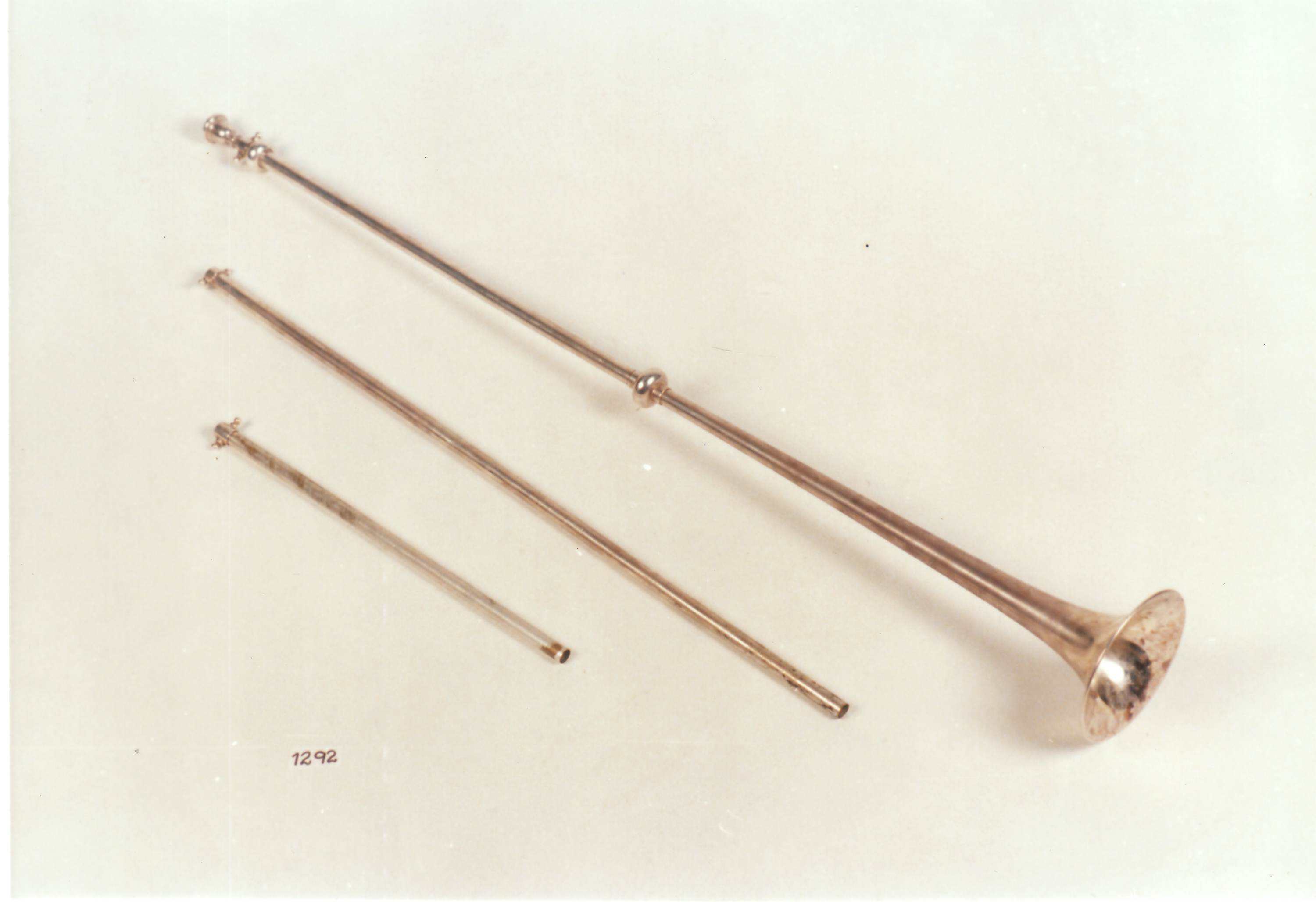
Añafil. Museo de la Música de Barcelona

El añafil es un aerófono formado por un tubo recto de metal que se ensancha desde la embocadura hasta la salida del aire, con lo que se consigue una adecuada resonancia. Su sonido se produce mediante la vibración de los labios del intérprete en la parte denominada boquilla, pieza con forma de pequeño embudo, como sucede en la trompeta. Pertenece al grupo de las trompas naturales, es uno de los instrumentos de este tipo de constitución más sencilla, y no posee orificios ni llaves que puedan alterar el tono; por ello, instrumentos similares al añafil se pueden localizar en distintos lugares y épocas de la historia. Trompas naturales se pueden encontrar ya en la tumba de Tutankamón en el Antiguo Egipto (tubo largo y estrecho de medio metro y un pabellón de resonancia con forma de embudo) con una función militar similar a la que tuvo entre los árabes y luego andalusíes. De parecidas características son el salpinx griego y la tuba romana.
En España se documenta el añafil en el siglo X en beatos, y fue llevado a esa tierra por los musulmanes, que lo usaban como instrumento de guerra junto con atabales y otros instrumentos de percusión; también lo mantuvieron los hispanoárabes y, posteriormente, mudéjares, moriscos y cristianos, como figuran en la miniatura del siglo XIII de la cantiga n.º 320 de la obra lírica por excelencia de Alfonso X el Sabio. Representado a menudo en contextos bélicos con pendones colgantes que muestran la adscripción militar, en la ilustración de las Cantigas aparecen los estandartes de Castilla y León pendientes de los tubos de los añafiles. En el Libro de buen amor, el arcipreste de Hita cita este instrumento junto con la trompa, asociados a los membranófonos y la guerra con las palabras «trompas e añafiles salen con atabales».

## Evolución
A partir de la Baja Edad Media comenzaría el añafil a perder su carácter de instrumento bélico para convertirse en mensajero y protocolario, si bien mantuvo su fisonomía de la heráldica pinjante, ahora ya con carácter cortesano. Progresivamente, el largo tubo del añafil se irá curvando para mejorar la manejabilidad. En el Renacimiento continúa curvándose en «S» y retorciéndose en bucles, y comienza a evolucionar hasta confluir, junto con otras tipologías de trompas, en la trompeta barroca, ya de carácter puramente musical. En el siglo XIX, estos instrumentos de viento-metal incorporarían llaves y pistones que les dan la apariencia y funcionalidades de los metales actuales. Sin embargo, todavía hoy es frecuente encontrar añafiles entre los cofrades religiosos de países del Magreb. Es un instrumento singular y característico de las procesiones de la Semana Santa de Cabra (Córdoba); a los añafiles les llaman allí «abejorros».